# HITnRUN Phase One
| Совокупная оценка | Совокупная оценка |
| Источник          | Оценка            |
| ----------------- | ----------------- |
| Metacritic        | 53/100            |
| Оценки критиков   |                   |
| Источник          | Оценка            |
| AllMusic          | [ 2 ]             |
| The A.V. Club     | C–                |
| The Observer      | [ 4 ]             |
| Pitchfork Media   | 4.5/10            |
| Q                 | [ 6 ]             |
| Rolling Stone     | [ 7 ]             |

HITnRUN Phase One — тридцать восьмой студийный альбом американского певца Принса, выпущенный 7 сентября 2015 года на лейблах NPG Records и Warner Bros. Диск получил смешанные отзывы музыкальной критики и интернет-изданий. HITnRUN Phase One достиг седьмого места в соул-чарте Top R&B/Hip-Hop Albums (Billboard) и вошёл в сотню лучших в американском чарте Billboard 200.
Первоначально сообщалось о другом написании названия альбома (The Hit & Run Album), но потом было утверждено как HITnRUN Phase One.

## Об альбоме
Альбом стал первым диском, вышедшим эксклюзивно через стриминговый сервис Tidal с 7 сентября 2015 года ещё до выхода на физическом лазерном компакт-диске CD, прошедшем 15 сентября 2015 года на лейбле NPG Records.
Альбом получил смешанные отзывы музыкальных критиков и интернет-изданий.

## Список композиций
| №   | Название                                    | Автор(ы)              | Длительность |
| --- | ------------------------------------------- | --------------------- | ------------ |
| 1.  | «Million $ Show» (при участии Judith Hill)  | Prince, Joshua Welton | 3:10         |
| 2.  | «Shut This Down»                            | Prince, Joshua Welton | 3:03         |
| 3.  | «Ain't About 2 Stop» (при участии Rita Ora) | Prince, Joshua Welton | 3:39         |
| 4.  | «Like a Mack» (при участии Curly Fryz)      | Prince, Joshua Welton | 4:05         |
| 5.  | «This Could B Us»                           | Prince                | 4:11         |
| 6.  | «Fallinlove2nite»                           | Prince                | 3:13         |
| 7.  | «X's Face»                                  | Prince, Joshua Welton | 2:38         |
| 8.  | «Hardrocklover»                             | Prince, Joshua Welton | 3:43         |
| 9.  | «Mr. Nelson» (при участии Lianne La Havas)  | Prince, Joshua Welton | 2:27         |
| 10. | «1000 X's & O's»                            | Prince                | 4:28         |
| 11. | «June»                                      | Prince, Joshua Welton | 3:22         |

## Чарты
| Чарт (2015)                            | Высшая позиция |
| -------------------------------------- | -------------- |
| Австралия (ARIA)                       | 50             |
| Австрия (Ö3 Austria)                   | 73             |
| Бельгия/Фландрия (Ultratop)            | 27             |
| Бельгия/Валлония (Ultratop)            | 34             |
| Нидерланды (Album Top 100)             | 11             |
| Франция (SNEP)                         | 38             |
| Германия (Offizielle Top 100)          | 95             |
| Ирландия (IRMA)                        | 52             |
| Италия (Classifica album)              | 39             |
| Швейцария (Schweizer Hitparade)        | 31             |
| Великобритания (UK Albums Chart)       | 50             |
| США (Billboard 200)                    | 70             |
| США (Billboard Top R&B/Hip-Hop Albums) | 7              |